# 愛の弾丸
「愛の弾丸」（あいのだんがん）は、Berryz工房の26枚目のシングル。2011年6月8日にアップフロントワークス（PICCOLO TOWNレーベル）から発売された。当初、発売予定日は2011年5月4日だったが、同年3月11日に発生した東日本大震災の影響により延期された。

## 概要
初回限定盤A・B・Cと通常盤の4形態での発売。初回限定盤A・BはCD＋DVD、初回限定盤Cと通常盤はCDのみ。初回限定盤A・B・Cにはイベント抽選シリアルナンバーカード封入。
センターは菅谷梨沙子。メインボーカルは菅谷梨沙子、熊井友理奈、嗣永桃子、夏焼雅であるが、全員にソロパートがある。
オリコンウィークリーチャート11位となり、13thシングル「VERY BEAUTY」以来、13作振りにトップ10入りを逃した。

## 収録曲
全作詞・作曲：つんく
1. 愛の弾丸 [4:36]
編曲：板垣祐介
2. 思い出 [3:43]
編曲：鈴木Daichi秀行
3. 愛の弾丸 (Instrumental) [4:36]

### 初回限定盤A付属DVD
1. 愛の弾丸 (Dance Shot Ver.)

### 初回限定盤B付属DVD
1. 愛の弾丸 (Close-up Ver.)

## 参加ミュージシャン
愛の弾丸
- プログラミング&ギター：板垣祐介
- コーラス：CHINO

思い出
- プログラミング&ギター：鈴木Daichi秀行
- コーラス：CHINO